# Далгарно, Джордж
Джордж Далга́рно (англ. George Dalgarno; ок. 1620, Абердин — 28 августа 1687, Оксфорд) — шотландский пазиграф и создатель философского языка.

## Биография
Джордж Далгарно родился в городе Абердине около 1620 года. Окончил местный университет, после чего преподавал грамматику в различных частных школах Шотландии. В 1657 году приехал в Оксфорд, где по всей видимости стал сотрудничать с Джоном Уилкинсом, в то время был магистром Уодхэм-колледжа в проекте последнего по созданию единого философского языка. Хотя имя Далгарно не упоминается в бумагах Уилкинса, существует предположение, что именно диспуты с ним помогли тому закончить написание «Опыта о подлинной символике и философском языке». С 12 марта 1661 или 1662 года был магистром Елизаветинской школы в Гернси, однако из-за разногласий с королевским судом по поводу ремонта школьного здания, оставил свой пост и вернулся в Оксфорд летом 1672 года, после чего 30 сентября того же года подал в отставку. Был женат, но данных о его семье не сохранилось. Скончался от лихорадки в Оксфорде 28 августа 1687 года, после чего был погребён на местном кладбище.

## Сочинения

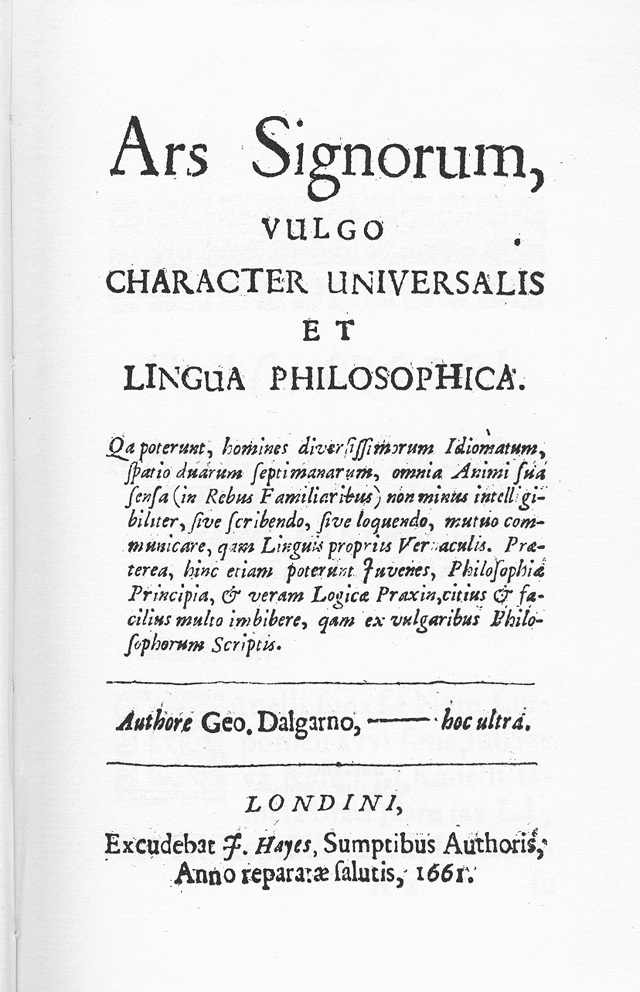
Титульный лист сочинения Ars Signorum..., 1661

Наиболее известным трудом Далгарно является его написанное на латинском языке сочинение Ars Signorum, vulgo Character Universalis et Lingua Philosophica (с лат. — «Искусство знаков, или Универсальное письмо и философский язык», Лондон, 1661). Язык Далгарно представляло собой проект философского языка, то есть такого языка, который был бы максимально логичен и не противоречив и в котором бы не содержалось таких общих проблем естественных языков, как омонимия или сложностей орфографии. Язык не был полностью разработан, так он практически не уделил внимания его грамматике, зато составил внушительный словарь. Слова были образованы при помощи различных компонентов (звуков), соединение которых образовывало осмысленное слово. Так, например, в основе nek n означало «живое существо», e — «животное», k — четвероногое, а от этой основы образовывались другие слова: neke — «лошадь», neki — «осёл», neko — «мул» и так далее. В своём сочинении Дальгарно также представлял проект «универсального алфавита», в котором написание слов было максимально приближено к их произношению. 
Вторым сочинением Далгарно было Didascalocophus, or the Deaf and Dumb Man's Tutor. To which is added a Discourse of the Nature and Number of Double Consonants (с англ. — «Дидаскалофус, или Обучение глухонемых. К к которому добавлены рассуждения о природе и числе двойных согласных», Оксфорд, 1680), в котором автор рассуждает об обучении глухонемых их родному языку, а также приводит проект жестового языка.